# Roberto Larraz
Roberto Larraz (10. august 1896 i Buenos Aires – 27. november 1978 i Buenos Aires) var en argentinsk fægter som deltog i de olympiske lege 1928 i Amsterdam. 
Anganuzzi vandt en bronzemedalje i fægtning under Sommer-OL 1928 i Amsterdam. Han var med på det argentinske hold som kom på en tredjeplads i holdkonkurrencen i fleuret efter Italien og Frankrig. De andre på holdet var Luis Lucchetti, Raúl Anganuzzi, Héctor Lucchetti og Carmelo Camet.